# ジョヴァンニ・バッティスタ・カゼッリの肖像
『ジョヴァンニ・バッティスタ・カゼッリの肖像』（ジョヴァンニ・バッティスタ・カゼッリのしょうぞう、西: Retrato de Giovanni Battista Caselli、英: Portrait of Giovanni Battista Caselli）は、16世紀イタリアの女性画家ソフォニスバ・アングイッソラがキャンバス上に油彩で制作した半身肖像画である。モデルのカゼッリは、アングイッソラ同様にクレモナ出身の詩人であった。絵画に画家の署名はないが、画面は切断された可能性があり、署名は切断された部分にあったのかもしれない。1559年作の本作は、アングイッソラがスペインの宮廷に向かう前に制作された最後の作品のうちの1点である。画家は、1560年にスペイン宮廷で王妃イサベル・デ・バロイス付きの公式画家になり、同時に王妃の侍女兼素描教師にもなった。本作は、2012年にスペイン政府により購入され{{cite book}}:  CS1 maint: multiple names: authors list (link)、現在、マドリードのプラド美術館に所蔵されている。 

## 歴史
本作の最初の所有者、ピエトロ・アントニオ・トレンティーノのコレクションが散逸した後の不明の時期に、画面には補筆がなされている。左手前の机の上には鍵、印章と思しきもの物、そして、この時代に賢明と知識の象徴であった天球儀が置かれているが、補筆が洗浄される以前、天球儀は十字架の下に塗りこめられていた。また、テーブルの布、カゼッリの衣服にも上塗りがなされ、衣服は茶色の荒いウール地の上着になっていた。このため、当時、スペイン領であったミラノの総督時代 (1635-1641年) に、本作を購入したに違いないレガネース侯爵は、画面の人物を使徒聖ペテロであると見なした。アングイッソラへの作品の帰属は、「書物をしている聖ペテロと、幼子イエスと洗礼者ヨハネといる聖母マリア (の絵画)、イサベル王妃の侍女であったジェノバ出身の女性・・・の手になる・・・ソフォニスバという女性」という侯爵の目録に記されている。レガネース侯爵のコレクションは、1753年にアルタミラ伯爵の手に渡り、本作は画面手前の衣服の上に見える「377」という番号を割り当てられた。1856年に、作品は、スペインの新古典主義の画家ホセ・デ・マドラーソのコレクションに入った。

## モデル
本作のモデルは、前景左にある机上の書物の側面に「RIME DEL CASELLIO」と書かれていることで、カゼッリであると特定される。アングイッソラは、詩人にして彫刻家であったカゼッリの肖像を、クレモナ大聖堂の参事会員ピエトロ・アントニオ・トレンティーノの寝室を飾る著名人の肖像画連作のために描いた。カゼッリは、アングイッソラの同時代人で、彼女に詩を捧げ、肖像をあしらったメダルを制作している。今日、カゼッリに関する信頼すべき情報はほとんど残っていないが、トレンティーノの寝室に掛けられていた肖像画は、著名な皇帝、哲学者、詩人などのものだけでなく、同時代のクレモナの著名な人々のものをも含んでいた。カゼッリは、当時、重要な人物であったのであろう。
カゼッリは、聖母マリアに捧げた詩歌を記している最中で、鑑賞者の方を見ながら、「聖母と幼子イエス、洗礼者ヨハネ」の絵画を指し示している。このことはカゼッリの精神的関心を表していると思われる。聖母子の絵画に洗礼者ヨハネが描き込まれているのは、明らかにモデルの「ジョヴァンニ・バッティスタ」 (イタリア語で「洗礼者ヨハネ」) を暗示するものであろう。